# Hamiltonien de Heisenberg
Pour les articles homonymes, voir Hamiltonien.
Dans la théorie du magnétisme quantique, l'hamiltonien de Heisenberg décrit un ensemble de moments magnétiques localisés en interaction. Cet hamiltonien s'écrit :
{\displaystyle H={\frac {1}{2}}\sum _{i,j}J_{ij}{\vec {S}}_{i}\cdot {\vec {S}}_{j}-\sum _{i}g_{i}\mu _{B}{\vec {h}}\cdot {\vec {S}}_{i}}
où {\displaystyle \mu _{B}} est le magnéton de Bohr, {\displaystyle g_{i}} est le rapport gyromagnétique du i-ème moment localisé, {\displaystyle {\vec {S}}_{i}} est un opérateur de spin, {\displaystyle {\vec {h}}} est le champ magnétique externe, et {\displaystyle J_{ij}} est la constante d'échange. Pour {\displaystyle J_{ij}>0} l'interaction est antiferromagnétique et pour {\displaystyle J_{ij}<0} elle est ferromagnétique.
En général, les sites i sont placés sur les nœuds d'un réseau régulier. Une exception est le cas des verres de spin où les moments magnétiques sont des impuretés magnétiques diluées dans un métal non-magnétique (par exemple du fer dilué dans de l'or ou du manganèse dans du cuivre).
Dans un système sur un réseau biparti formé de deux sous-réseaux A et B, si les spins {\displaystyle {\vec {S}}_{i}^{2}=S_{i}(S_{i}+1)} n'ont pas tous des {\displaystyle S_{i}} identiques, par exemple si sur le sous-réseau A {\displaystyle {\vec {S}}_{i}^{2}=S_{A}(S_{A}+1)} et sur le sous-réseau B {\displaystyle {\vec {S}}_{i}^{2}=S_{B}(S_{B}+1)} on parlera d'un modèle ferrimagnétique.
Un concept important dans l'analyse du modèle de Heisenberg est celui de frustration. On dit qu'il y a frustration lorsqu'il n'est pas possible de minimiser indépendamment chaque terme {\displaystyle J_{ij}{\vec {S}}_{i}\cdot {\vec {S}}_{j}}. Ce cas peut se présenter soit dans les verres de spin, soit dans des modèles antiferromagnétiques sur le réseau triangulaire ou le réseau Kagomé. Dans ce dernier cas on parle de frustration déterministe.

## Cas des isolants
Dans un isolant, l'interaction d'échange décroît exponentiellement avec la distance entre les spins localisés car elle dépend du recouvrement des orbitales. On peut donc se restreindre à des interactions uniquement entre les spins premiers voisins ou entre premier et second voisins.
En général, l'interaction est due à un mécanisme de super-échange. Elle est le plus souvent antiferromagnétique. Les règles de Goodenough-Kanamori permettent de prédire le signe des interactions de super-échange dans les oxydes. Si les liaisons entre les ions magnétiques et les ions oxygène font des angles d'environ 180°, l'interaction d'échange entre les ions magnétiques sera antiferromagnétique. Si les angles sont de 90°, les interactions seront ferromagnétiques.

## Cas des verres de spin
Pour des impuretés diluées dans un métal (le cas des verres de spin), l'interaction {\displaystyle J_{ij}} est une interaction de Ruddermann-Kittel-Kasuya-Yosida médiée par les électrons de conduction qui décroît avec la distance {\displaystyle r_{ij}} entre les impuretés comme {\displaystyle 1/r_{ij}^{3}} et son signe alterne. Il en résulte en particulier que dans un verre de spin, les moments magnétiques n'ont aucune configuration qui minimise toutes les énergies d'échange existantes entre ces moments magnétiques. On parle de frustration.
Pour décrire ces interactions aléatoires entre les moments magnétiques, on considère des modèles simplifiés où les ions magnétiques sont placés sur un réseau régulier mais les énergies d'échanges sont aléatoires. Lorsque les interactions aléatoires sont uniquement entre premiers voisins on parle d'un modèle d'Edwards-Anderson. Lorsque les interactions aléatoires sont de portée infinie, on parle d'un modèle de Sherrington-Kirkpatrick (en).

## Généralisations

### Anisotropies
Dans un cristal, la symétrie est réduite à un groupe d'espace. De ce fait, les interactions entre les spins ne possèdent pas forcément l'invariance par le groupe SU(2). Pour pouvoir décrire correctement les propriétés magnétiques, il devient nécessaire d'utiliser une généralisation du modèle de Heisenberg contenant des termes d'anisotropie.

#### Single ion
Dans le cas où les spins {\displaystyle S\geq 1}, les termes {\displaystyle (S_{n}^{z})^{2}} ne se réduisent pas à des constantes. Dans un cristal de symétrie suffisamment basse, il peut donc exister dans le hamiltonien magnétique des termes de la forme :
{\displaystyle \sum _{n,\alpha =x,y,z}D_{\alpha }(S_{n}^{\alpha })^{2},}
où on peut supposer que {\displaystyle \sum _{\alpha }D_{\alpha }=0}, puisque {\displaystyle {\vec {S}}^{2}=S(S+1)}.
Ces termes sont appelés "single-ion anisotropy". Si {\displaystyle D_{\alpha }>0}, ils tendent à empêcher l'aimantation de s'aligner sur la direction {\displaystyle \alpha }.

#### Échange anisotrope
Il est également possible de rencontrer des interactions de la forme :
{\displaystyle \sum _{n,m,\alpha =x,y,z}J_{n-m}^{\alpha }S_{n}^{\alpha }S_{m}^{\alpha }}
Dans le cas le plus général, ce modèle est appelé modèle XYZ.
Dans le cas où {\displaystyle J_{n}^{x}=J_{n}^{y}\forall n}, et il existe au moins une valeur de n pour laquelle {\displaystyle J_{n}^{x}\neq J_{n}^{z}}, on parle de modèle XXZ (les directions X et Y étant équivalentes).
Lorsque {\displaystyle J_{n}^{z}=0,\forall n}, on parle de modèle XY. Si de plus, {\displaystyle J_{n}^{x}=J_{n}^{y}\forall n}, on parle de modèle XX ou XX0.
Dans le cas où l'interaction est limitée aux premiers voisins, si {\displaystyle |J^{z}|>|J_{x}|,|J_{y}|}, le système
aura tendance à s'aimanter selon la direction z qui est appelée l'axe facile. Dans le cas XXZ, avec {\displaystyle J_{x}>J_{z}}, le système s'aimante plutôt dans le plan XY qui est appelé plan facile.
En 1956, Takeo Matsubara et Hirotsugu Matsuda, ont montré que dans le cas d'un spin 1/2, le modèle XXZ est équivalent à un modèle de bosons sur réseau avec répulsion de cœur dur et interaction à deux corps mesurée par {\displaystyle J_{n}^{z}}.
L'apparition d'une aimantation dans le plan dans le modèle XXZ équivaut à la condensation de Bose (ou superfluidité des bosons) tandis que l'apparition d'une aimantation alternée dans le modèle magnétique correspond à un ordre de charge des bosons.
Dans le cas du spin-1/2, le modèle XYZ est intégrable en une dimension,. Lorsque le modèle se réduit au modèle XXZ, l'état fondamental est un liquide de Luttinger, pour {\displaystyle |J_{z}|<J_{x}}ou en présence de champ magnétique. Pour {\displaystyle J_{z}>J_{x}>0}, et en l'absence de champ magnétique, un ordre antiferromagnétisme avec aimantation alternée selon l'axe z est obtenu. Pour {\displaystyle J_{z}<-J_{x}<0}, on trouve un ordre ferromagnétique. 
Dans le cas général, avec {\displaystyle J_{x}\neq J_{y}} dans l'état fondamental, les moments s'ordonnent selon l'axe {\displaystyle \alpha } qui maximise {\displaystyle |J_{\alpha }|}. 

#### Dzyaloshinskii-Moriya
Lorsqu'il existe une interaction spin-orbite, il est possible de trouver un hamiltonien magnétique contenant des termes de la forme :
{\displaystyle {\vec {D}}\cdot ({\vec {S}}_{n}\times {\vec {S}}_{m})}, appelés termes de Dzyaloshinskii-Moriya,.
La présence de ces termes tend à imposer un angle entre les moments magnétiques différent de zéro ou cent-quatre-vingt degrés. En particulier, elle donne lieu dans un milieu antiferromagnétique au ferromagnétisme faible.
Kaplan, Shekhtman, Entin-Wohlmann et Aharony ont montré que si les interactions entre électrons possèdent la symétrie SU(2), cette symétrie étant préservée dans le hamiltonien magnétique, il existe aussi nécessairement un terme d'anisotropie supplémentaire dans le hamiltonien, de la forme
{\displaystyle \sum _{\alpha ,\beta }D_{\alpha \beta }S_{n}^{\alpha }S_{m}^{\beta }}, où {\displaystyle D_{\alpha \beta }}
est un tenseur de rang 2 symétrique.

### Échange cyclique
Dans le cas de 3He solide, il est possible d'avoir des échanges à trois ou quatre particules. On doit alors généraliser l’hamiltonien de Heisenberg en ajoutant des termes d'échange cyclique faisant intervenir respectivement trois ou quatre spins.